# Ungla nesotala
Ungla nesotala is een insect uit de familie van de gaasvliegen (Chrysopidae), die tot de orde netvleugeligen (Neuroptera) behoort. 
Ungla nesotala is voor het eerst wetenschappelijk beschreven door Banks in 1944.